# Saul
Saul (in ebraico שָׁאוּל בֶּן קִישׁ‎?, Saul ben Qis, 'Saul, figlio di Kis' o 'שאול המלך, Saul HaMelech, 'Re Saul' – in arabo طالوت‎?, Ṭālūt o in arabo شاؤل‎?, Shā'ūl) è un personaggio biblico e primo re di Israele (1047-1010 a.C.). Il suo regno sembra abbia segnato il passaggio da una società tribale a una statale. Il significato del nome Saul in ebraico è "richiesto/pregato".

## Biografia nella Bibbia
Era figlio di Chis e apparteneva alla tribù di Beniamino.
Secondo la narrazione del libro di Samuele, Saul si recò da Samuele a Ramah per consultarlo, e il sacerdote lo unse segretamente come re, per ispirazione di Yahweh.
Poco dopo, Samuele radunò l'assemblea del popolo di Israele a Mizpah, dove Saul fu estratto a sorte come re. In seguito, Saul condusse una campagna militare vittoriosa contro gli Ammoniti, confermandosi così nel favore popolare e nella carica. Nella successiva guerra contro i Filistei, Saul, con la propria condotta aggressiva, disgustò l'anziano Samuele, che si allontanò da lui. La guerra fu vinta per l'audace imboscata di Gionata, figlio prediletto del re, contro il campo filisteo.
Nella successiva guerra contro gli Amaleciti, Saul si rifiutò di obbedire al comando dato dal Signore, per il tramite di Samuele, di distruggere completamente la popolazione e il loro bestiame e di giustiziare il loro re Agag. Secondo la narrazione del libro di Samuele, questa disobbedienza spinse Samuele stesso a rimuovere l'unzione di re da Saul, a smettere di esserne consigliere e a ungere segretamente, come nuovo re, Davide. Tuttavia, Saul continuò a regnare e la successione non avvenne che diversi anni dopo.

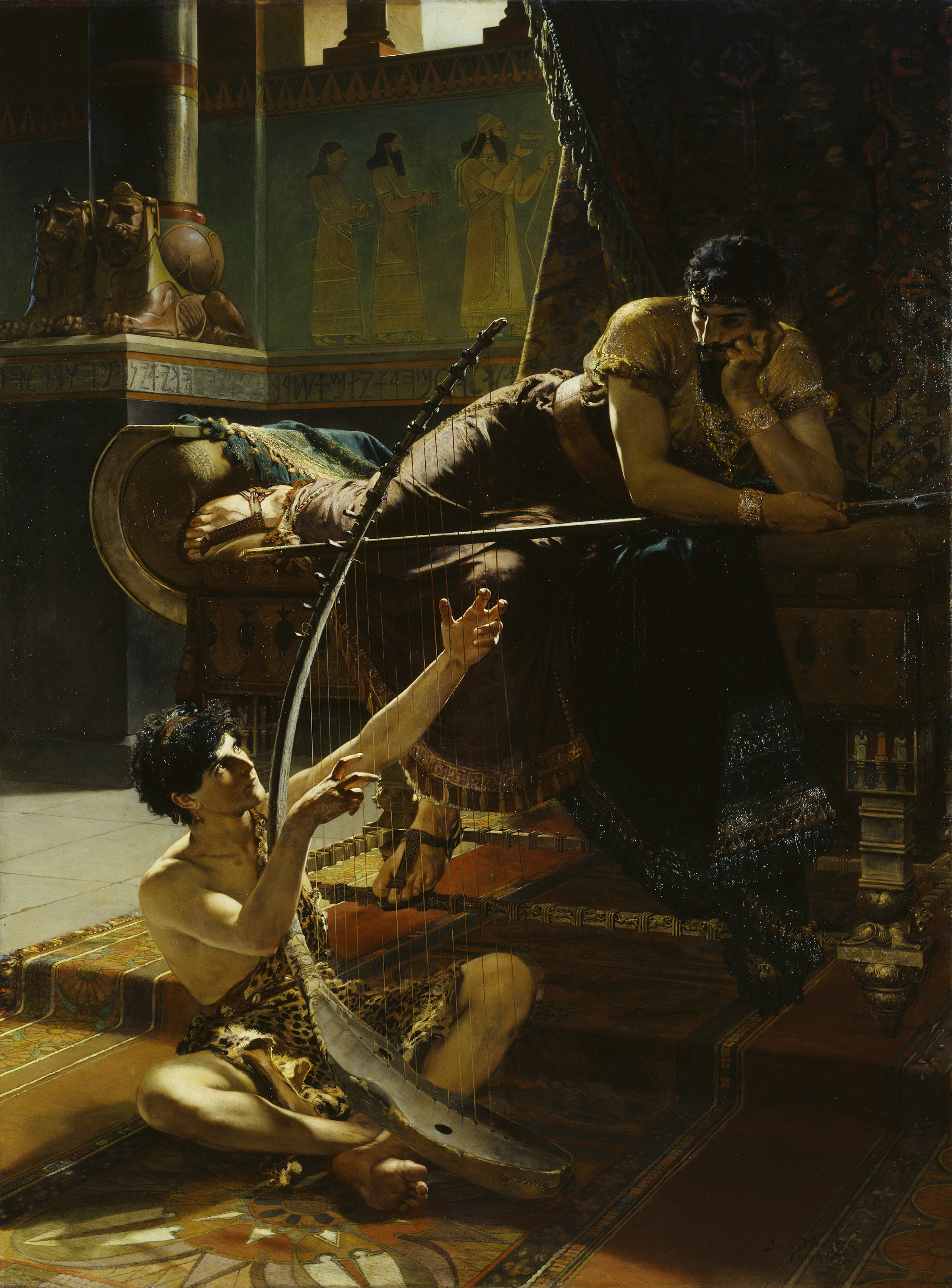
Davide e Saul (1885) di Julius Kronberg

Davide giunse a corte come arpista per alleviare le sofferenze del re, che, dopo la perdita dell'unzione regale, si sentiva perseguitato da uno spirito malvagio. Nella successiva guerra contro i Filistei, Davide ottenne un grande successo sconfiggendo Golia, il campione dell'esercito nemico, e ottenendo così la vittoria nella battaglia di Gat. Saul divenne geloso del successo di Davide, che comunque strinse una grande amicizia con il figlio prediletto del re, Gionata. Tale amicizia fu così profonda da divenire proverbiale.
Nella successiva guerra contro i Filistei, lo spirito di Samuele predisse a Saul la sconfitta degli israeliti, ma egli mosse ugualmente battaglia a Gilboa, dove venne duramente sconfitto: "Così finì Saul con i tre figli; tutta la sua famiglia perì insieme" (1Cr 10,6), anche se, secondo un'altra tradizione biblica, suo figlio Is-Boset regnò due anni e combatté con Davide fino alla propria morte. 
La narrazione biblica ne descrive la morte che, a seconda delle diverse tradizioni contenute nei due libri di Samuele, si procura gettandosi sulla propria spada o ucciso da un amalecita, dove, secondo gli esegeti dell'interconfessionale Bibbia TOB, la seconda versione è "diversa da quella fornita in 1Sam 31,3-5 e probabilmente posteriore".
Divergenze esistono anche in merito alla sepoltura di Saul, se non viene letto tutto il contesto:
- 2 Samuele, 21,14[7]: Le ossa di Saul e di Gionatan suo figlio furono sepolte nel paese di Beniamino, a Sela, nella tomba di Chis, padre di Saul; fu fatto tutto quello che il re aveva ordinato. Dopo questo, Dio fu placato verso il paese.
- 1 Cronache, 10,12[8]: E tutti gli uomini valorosi si alzarono, presero i cadaveri di Saul e dei suoi figli, e li portarono a Iabes; seppellirono le loro ossa sotto la tamerice di Iabes, e digiunarono per sette giorni.

Ma, leggendo tutto il contesto, si comprende che in realtà gli uomini valorosi portarono i cadaveri di Saul e dei suoi figli a Iabes, e solo successivamente Davide prese le loro ossa da Iabes e le portò nella terra di Beniamino, a Sela, nel sepolcro di Chis, padre di Saul.
- 2 Samuele, 21,12-14[9]: "Allora Davide andò e rilevò i resti mortali di Saul e del figlio suo Gionata dagli abitanti di Iabes nel Galaad, i quali avevano tolto le loro salme dalla piazza di Bet-San, dove i Filistei li avevano appesi, dopo aver battuto Saul sul Gilboa. Trasportate dunque di là le ossa di Saul e di Gionata, suo figlio, le unì a quelle dei sette, che erano stati impiccati, e le seppellirono insieme nella terra di Beniamino, a Sela, nel sepolcro di Chis, loro padre".

## La figura di Saul nella cultura occidentale
Vittorio Alfieri, drammaturgo italiano, nel 1782, leggendo le storie di Saul nella Bibbia, si appassionò a tale figura, traendo dalla vicenda una delle sue principali tragedie: il Saul. In campo artistico si ricorda invece il Suicidio di Saul, opera di Pieter Bruegel il Vecchio. Il Saul HWV 53 è un oratorio di Georg Friedrich Händel composto nel 1738 su libretto di Charles Jennens e rappresentato al King's Theatre di Londra nel 1739.

### Riferimenti
1. ↑   Karel van der Toorn, Saul and the rise of Israelite state religion, in Vetus Testamentum, XLIII, n. 4, 1993.
2. ↑  «Saul morì a causa della sua infedeltà al Signore, perché non ne aveva ascoltato la parola e perché aveva evocato uno spirito per consultarlo. Non aveva consultato il Signore; per questo il Signore lo fece morire e trasferì il regno a Davide figlio di Iesse». ( 1Cr 10,13-14, su laparola.net.)
3. ↑   1Cr 10,6, su La Parola - La Sacra Bibbia in italiano in Internet.
4. ↑  Bibbia TOB, Elle Di Ci Leumann, 1997, p. 549, ISBN 88-01-10612-2.
5. ↑  Bibbia di Gerusalemme, EDB, 2011, p. 597, ISBN 978-88-10-82031-5.
6. ↑  La Bibbia, Edizioni Paoline, 1991, pp. 382, 384, ISBN 88-215-1068-9.
7. ↑   2Samuele 21,14, su La Parola - La Sacra Bibbia in italiano in Internet.
8. ↑   1Cronache 10,12, su La Parola - La Sacra Bibbia in italiano in Internet.
9. ↑   2Samuele 21,12-14, su La Parola - La Sacra Bibbia in italiano in Internet.
10. ↑   Vittorio Alfieri, Vita di Vittorio Alfieri da Asti scritta da esso, 1806.